# Cryptoprymna paludicola
Cryptoprymna paludicola is een vliesvleugelig insect uit de familie Pteromalidae. De wetenschappelijke naam is voor het eerst geldig gepubliceerd in 1991 door Askew.